# Івасик-Телесик (казка)

Обкладинка книги «Івасик-Телесик» із серії «Кращі українські казки», видавництво «Школа», 2021 рік

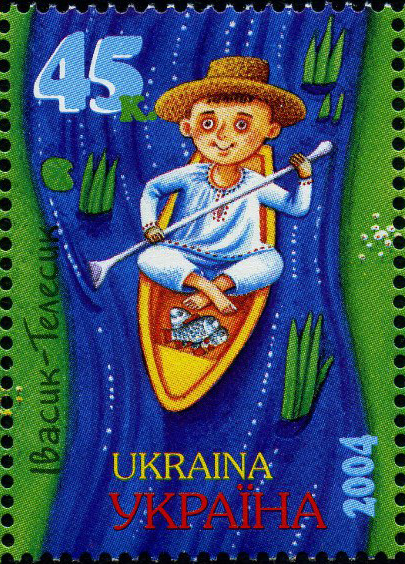
Івасик-Телесик — персонаж української казки на марці

«Івасик-Телесик» — українська народна казка із циклу чарівних казок.

## Оповідь
У діда й баби немає дітей, через це баба просить діда витесати «деревинку», щоби вона замінила їм синочка. Наступного дня «деревинка» дивом перетворюється на справжнього хлопчика. Оскільки він був витесаний, його називають Івасик-Телесик.
Коли Івасик-Телесик виростає, він просить діда зробити йому човен і весло, щоби хлопчик міг рибалити. Івасик-Телесик годує таким способом батьків, а мати застерігає плисти до берега їсти лише тоді, коли він почує її голос (бо по берегу ходить зла Зміївна).
Змія хоче обманути Івасика-Телесика, повторюючи слова його матері, проте хлопчик чує різницю у вимові та не слухається Змії. Тоді Змія йде до коваля, щоби він викував їй інший голос. Почувши його знову, Івасик-Телесик не відрізняє його від материного та пливе до берега. Змія хапає хлопчика й несе до себе додому.
Удома Змія наказує своїй дочці запекти Івасика-Телесика в печі та покликати гостей. Зміїна дочка каже хлопчику сідати на лопату, щоби вона могла засунути його в піч. Івасик-Телесик вдає, ніби не знає як це зробити та просить аби зміїна дочка показала йому сама. Вона сідає на лопату, а Івасик-Телесик зненацька сам засовує її в піч.
Коли до Змії приходять гості, вони з'їдають її запечену дочку, не знаючи хто це насправді. Івасик-Телесик примовляє знадвору, що гості з'їли зміїну дочку. Тоді вони зі Змією намагаються схопити хлопчика. Той вилазить на дерево, яке Змія з гостями хочуть перегризти. Коли це не вдається, вони вирушають до коваля, щоби він зробив їм залізні зуби.
З новими зубами їм майже вдається повалити дерево. Івасик-Телесик просить зграю гусей, що летять повз, забрати його. Три зграї, що з'являються одна за одною, відмовляються, водночас останнє гусеня все ж бере Івасика-Телесика на крильця та доправляє його додому.
Опинившись надворі, хлопчик чує як мати рахує пиріжки, та прохає один пиріжок собі. Дід і баба спершу не чують його слів, але потім упізнають голос сина та впускають Івасика-Телесика до хати. Баба думає зарізати гусеня, та Івасик-Телесик розповідає як воно врятувало його. Дід із бабою годують гусеня й дають йому пшона в дорогу.

## Тлумачення
Український фольклорист Віктор Давидюк пояснював сенс казки як заборону розкривати до якого роду належить людина. Івасик-Телесик міг виказати це, відгукнувшись на «материн голос». Ця обставина свідчить про те, що можливо корені казки містяться в добі матріархату, коли визначення батьківства було відносним. Інший можливий сенс — це заборона на розкриття стороннім особам магічного значення своїх слів.

## Екранізації
- 1968 — Івасик-Телесик (мультфільм)
- 1989 — Івасик-Телесик (мультфільм)[2]

## Музичні алаптації
- Івасик-Телесик — опера для дітей і дорослих Мирослава Волинського за одноіменною казкою Олександра Олеся, лібрето Анни Волинської [3]